# Im Dutzend billiger (Buch)
Im Dutzend billiger ist eine 1948 publizierte Biographie von Frank Bunker Gilbreth Jr. und Ernestine Gilbreth Carey. Das Buch war ein Bestseller und wurde in über fünfzig Sprachen übersetzt. 1950 wurde es von Twentieth Century Fox verfilmt.

## Inhalt
Das Buch erzählt auf humorvolle Weise Episoden aus dem Leben der Zeit- und Bewegungsmanagementpioniere Frank Bunker Gilbreth und Lillian Moller Gilbreth und ihrer zwölf Kinder. Das Buch konzentriert sich auf die Jahre in Montclair, New Jersey. 
Der Titel des Buchs basiert auf einem von Frank Gilbreth sen. beliebtesten Scherzen: Wenn er mit seiner Familie im Auto unterwegs war und an einer roten Ampel anhalten musste, wurde er oft von Passanten angesprochen, wie er all diese Kinder ernähre. Gilbreth gab jeweils vor, sorgfältig über die Frage nachzudenken. Sobald die Ampel auf grün schaltete, antwortete er, „Ja wissen Sie, im Dutzend kommen sie billiger“, und fuhr davon.
Das zweitälteste Kind der Familie Gilbreth, Mary, starb im Alter von sechs Jahren an Diphtherie. Das Buch erklärt dies nicht; erst in der Fortsetzung Aus Kindern werden Leute wird ihr Tod in einer Fußnote erwähnt.

## Fortsetzung
Die Fortsetzung Aus Kindern werden Leute, die 1950 publiziert wurde, erzählt die Abenteuer der Familie nach Frank Gilbreths Tod im Jahr 1924. Auch Aus Kindern werden Leute wurde verfilmt mit Jeanne Crain und Myrna Loy in den Hauptrollen. Dieser Film erschien 1952 und befasst sich mit dem Leben von Lilian Gilbreth und ihren Kindern.

## Verfilmungen
Im Dutzend billiger wurde 1950 verfilmt mit Clifton Webb und Myrna Loy als Frank und Lillian Gilbreth in den Hauptrollen. Mildred Natwicks Figur, die einer Organisation für Familienplanung angehört und sich über die Familie lustig macht, basiert auf einer wahren Begebenheit aus dem Buch.
Im Dutzend billiger und Im Dutzend billiger 2 erschienen 2003 und 2005 mit den Komikern Steve Martin und Bonnie Hunt in den Hauptrollen, hat aber keinerlei Bezug zu dem gleichnamigen Buch oder dem Film von 1950, außer dass in beiden eine Familie mit zwölf Kindern vorkommt.

## Ausgaben
- Cheaper by the Dozen, ISBN 0-06-008460-X
- Frank B. Gilbreth, Ernestine Gilbreth Carey: Im Dutzend billiger, Roman, übersetzt von Susanna Rademacher (= rororo, Band 1721), Rowohlt, Reinbek bei Hamburg 1974, ISBN 3-499-11721-5 (deutsche Erstausgabe Blanvalet, Berlin 1950).

## Auszeichnungen
Die Autoren erhielten 1950 für Im Dutzend billiger den französischen Preis für internationalen Humor.